# Sept Deniers
Les Sept Deniers est un quartier de la ville française de Toulouse, dans le département de la Haute-Garonne, en région Occitanie. Situé à l'ouest de la ville au bord de la Garonne, le stade Ernest-Wallon s'y trouve notamment.

## Géographie

### Localisation
Le quartier des Sept Deniers se trouve à l'ouest de Toulouse. Il est bordé par la Garonne à l'ouest, Ginestous au nord, les Minimes à l'est et les Amidonniers au sud. Situé aux portes de Blagnac, il dispose d'un accès direct au périphérique de Toulouse. Il se trouve par ailleurs à proximité directe du pôle aéronautique et de l'aéroport de Toulouse-Blagnac.
Le quartier est délimité par : la route de Blagnac, l'avenue Salvador-Dali et l'autoroute A621 au nord ; le canal latéral à la Garonne et le périphérique de Toulouse à l'est ; le port de l'Embouchure au sud ; la Garonne à l'ouest.

### Voies de communication et transports

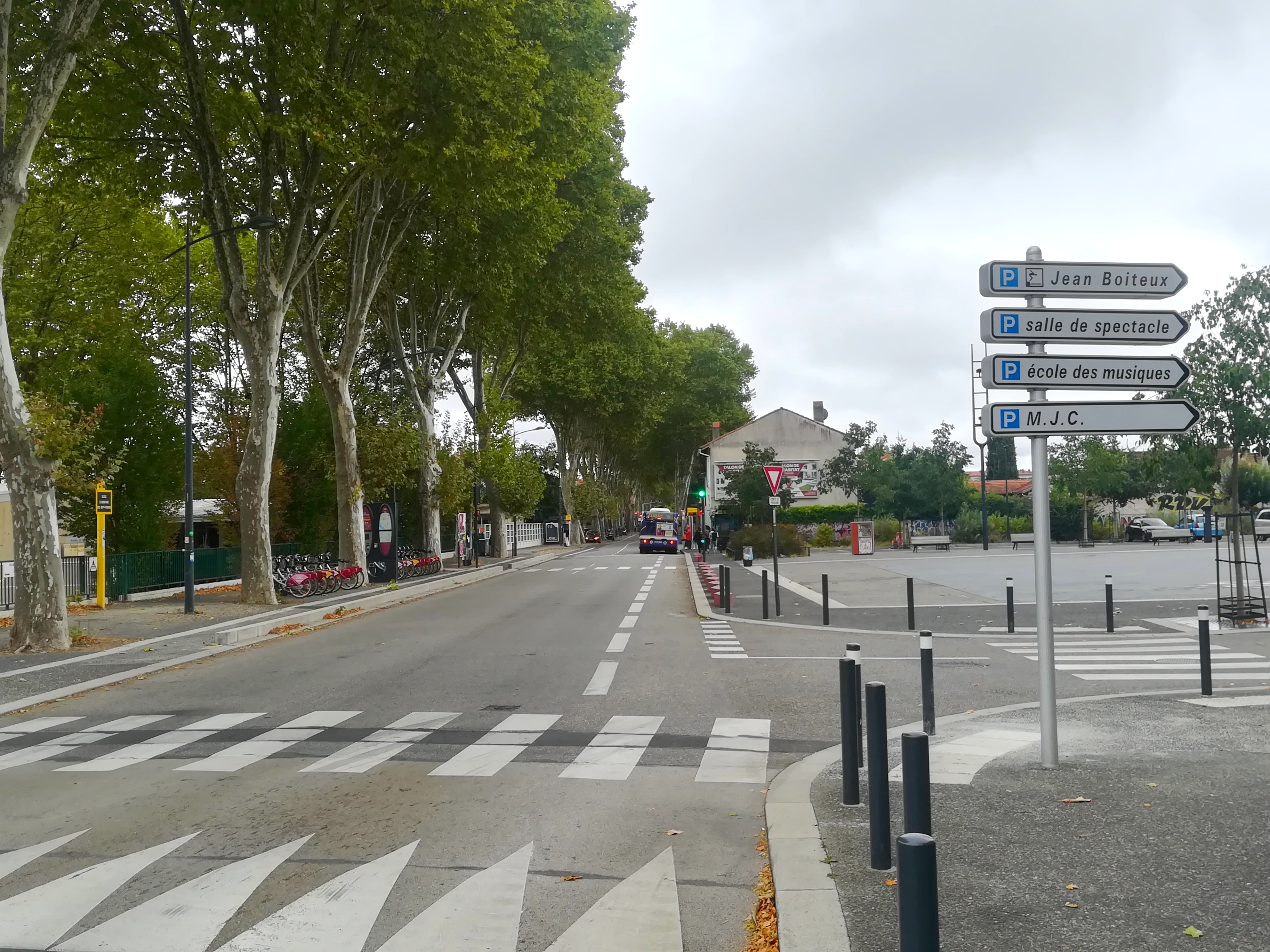
La route de Blagnac, au cœur du quartier des Sept Deniers.

Le quartier est facilement accessible par la sortie 1 (Sept Deniers) de l'autoroute A621, ou par les sorties 30 (Ponts-Jumeaux) et 31 (Minimes) du périphérique de Toulouse. Le quartier est traversé par la route de Blagnac (D1) et le chemin des Sept-Deniers, ses deux artères principales. L'échangeur entre le périphérique de Toulouse et l'autoroute A621 qui rejoint la zone aéroportuaire se situe au nord-est du quartier.
Les Sept Deniers sont bien desservis par le réseau de transports en commun Tisséo. La ligne de bus à haut niveau de service Linéo 1 du réseau dessert le quartier du nord au sud vers le centre-ville de Toulouse et Quint-Fonsegrives, alors que la ligne 70 rejoint Blagnac depuis la station de métro Jeanne-d'Arc via l'ouest du quartier.
Le quartier figure sur le tracé de la troisième ligne de métro, Toulouse Aerospace Express, dont la station Sept Deniers - Stade Toulousain devrait permettre la desserte.
Les Sept Deniers comptent 3 stations VélôToulouse : station no 131 (15 rue Paul Bernies), no 219 (35 rue Puccini) et no 240 (face au 103 bis route de Blagnac).

## Urbanisme

### Morphologie urbaine
Le quartier est composé essentiellement de maisons individuelles ou de petits immeubles. Il est donc relativement dense, même si sa densité moyenne est légèrement inférieure à celle de la ville de Toulouse. Cependant, il n'a pas qu'une vocation résidentielle. Dans sa partie nord se trouve une large zone où se trouvent plusieurs équipements sportifs : le stade Ernest-Wallon ou encore le stade du TOAC s'y trouvent notamment. 

### Logement
En 2016 on comptait 3 835 logements dans le quartier, en hausse de 1,7 % par rapport à 2011. Plus de 9 sur 10 d'entre eux sont des résidences principales, alors que 7 % sont vacants et 3 % des résidences secondaires. Alors que 7 logements sur 10 sont des appartements, 3 sur 10 sont des maisons.
375 logements sont des habitations à loyer modéré, soit 11 % de l'ensemble des logements du territoire. Cette part place le quartier légèrement en deçà de la moyenne toulousaine.

## Histoire
Au Moyen Âge, le quartier était une vaste lande (dénommée « pré ») dont les Capitouls accordaient le droit de pâturage moyennant loyer de sept deniers d'or l'an.
Cette lande figure sur les cadastres de 1550, 1571 et 1690 en tant que pré appartenant à la ville de Toulouse.

## Démographie
En 2016, on dénombrait 6 677 habitants aux Sept Deniers sur 207 hectares, soit 3 226 hab./km2. Par rapport à 2011 la population avait diminué de 1,8 %, ce qui fait du quartier l'un des seuls de Toulouse avec une croissance démographique négative sur la période.

## Économie

### Revenus de la population
Le revenu médian annuel des ménages du quartier est supérieur à la moyenne de Toulouse.

### Emploi
En 2016, 3 716 habitants du quartier avaient entre 15 et 64 ans, dont 16 % de chômeurs. La majorité des résidents du quartier sont cadres (33 %), professions intermédiaires (30 %) ou employés (20 %).

### Entreprises et commerces
En 2016, le quartier comptait 14 commerces de proximité. La principale artère du quartier, la route de Blagnac, dispose de nombreux petits commerces de proximité.
Bien que le quartier ait une vocation premièrement résidentielle, il comporte néanmoins des locaux d'EDF ainsi que de l'entreprise TPF, spécialisée dans l'ingénierie.

## Équipements et monuments

### Équipements publics
Une mairie annexe à la mairie de Toulouse se situe au centre du quartier. Plusieurs établissements scolaires se situent dans le quartier, et notamment le collège des Ponts-Jumeaux.

### Équipements sportifs

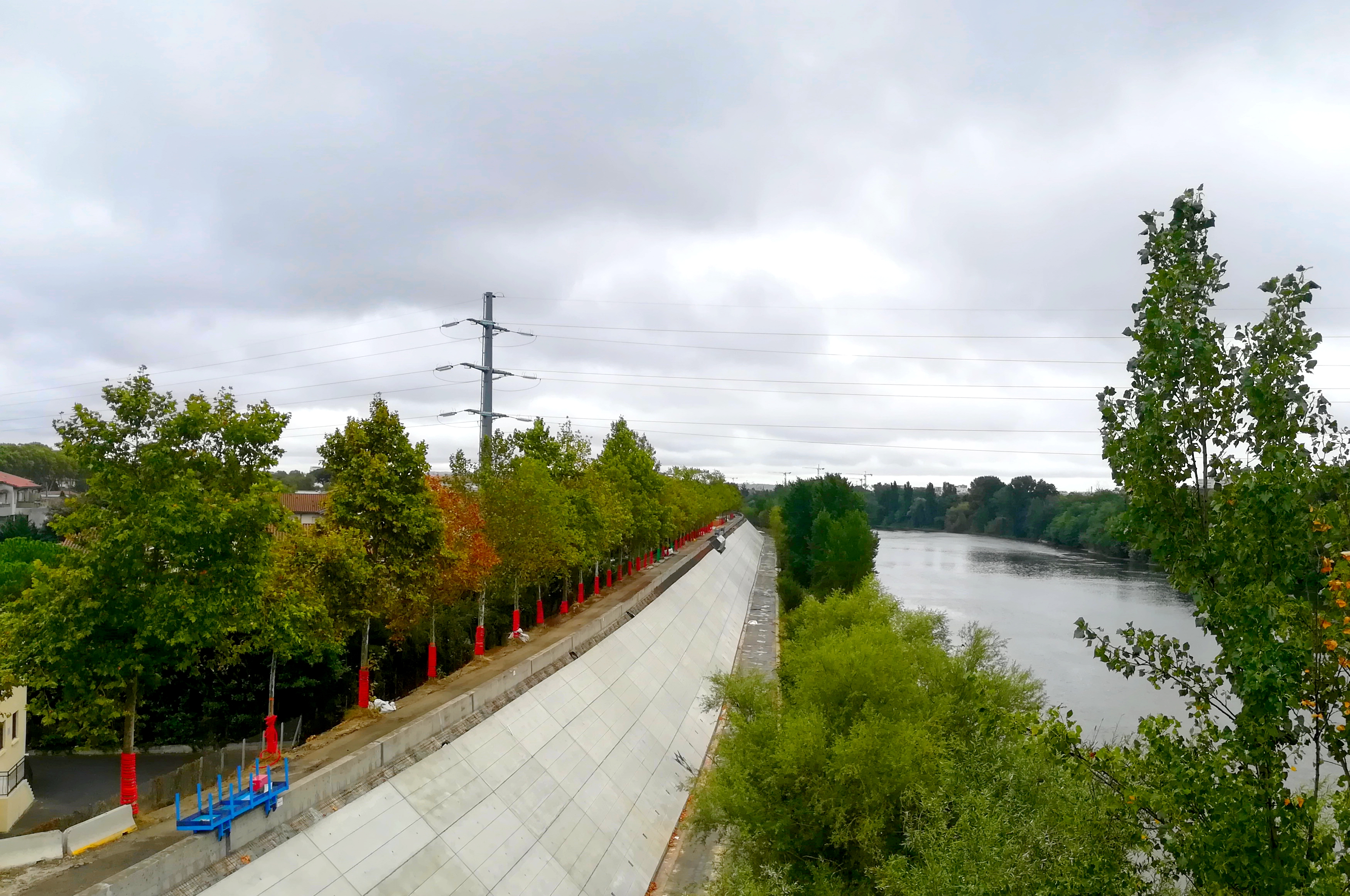
Les berges de la Garonne aménagées, qui longent le quartier à l'ouest.

En bord de la Garonne, de nombreux espaces verts sont disponibles pour les activités sportives et récréatives. Il comprend, entre autres, un complexe sportif d'une superficie de dix hectares dont plusieurs stades et terrains de tennis. Le stade Ernest-Wallon (stade officiel du Stade toulousain) d'une capacité de 19 000 spectateurs y est situé.

### Lieux culturels et monuments

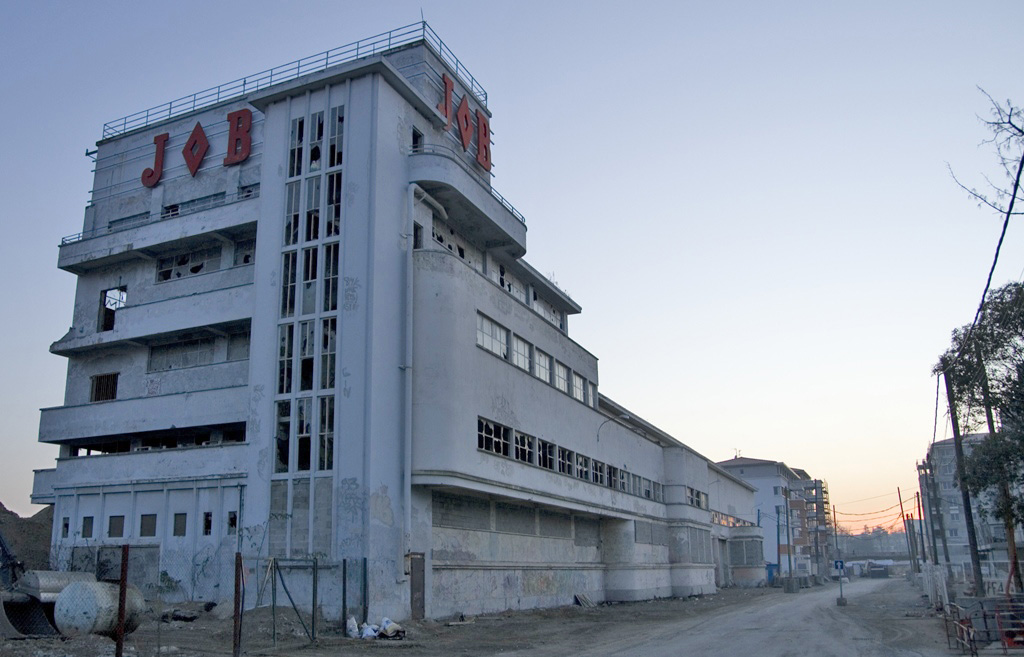
Le bâtiment « Amiral » JOB, emblème du quartier, encore en ruine en 2006.

L'usine de papier couché JOB y était installée sur une surface de 4,7 hectares, aujourd'hui site de l'« espace Garonne ». Le bâtiment dit « Amiral » a pu être sauvegardé et a été réhabilité. La Place Job, où se situe l'ancienne usine, constitue le nouveau cœur de quartier.
Le quartier comporte également une église, l'église Saint-Jean-Baptiste des Sept Deniers.

## Vie culturelle et associative

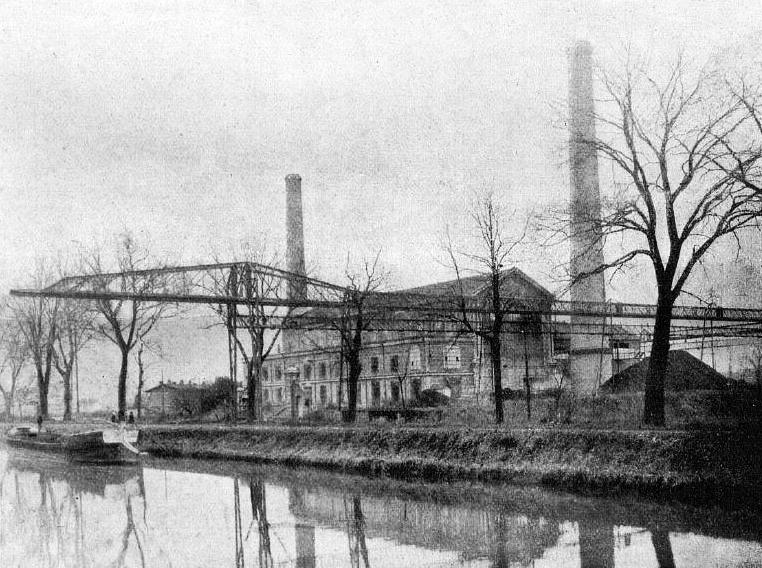
L'usine thermique des Sept Deniers en 1923, à côté du canal latéral (de la Société Toulousaine du Bazacle).